# Canis
I lupi (Canis Linnaeus, 1758) sono un genere di canidi lupini che comprende le varie specie comunemente dette «lupi comuni», «cani» e «sciacalli».
I membri di questo genere sono generalmente di taglia media e grande, con arti lunghi e adatti alla corsa, crani alti e robusti, zampe anteriori pentadattili, zampe posteriori tetradattili, e pupille ovali. Il loro pelame è in genere ispido, e il colore solitamente uniforme (tranne che in certe varianti geografiche di C. lupus), con pellicce grigiastre con sfumature gialle e rossicce inframezzate con peli neri. In certe specie, i peli neri formano una notevole sella scura lungo la schiena e attorno alle spalle. Il dimorfismo sessuale non è estremo, sebbene i maschi invariabilmente tendono a superare di grandezza le femmine.
Si trovano in molteplici habitat diversi, dalla tundra ai deserti, mostrando preferenza per zone aperte dove abbondano gli ungulati. Sono canidi generalmente sedentari che formano coppie monogame che allevano i cuccioli in tane aperte. Il genere ha un areale vasto, estendendosi a nord fino al circolo polare artico e giù nelle zone equatoriali. Nel nuovo mondo, il suo areale ingloba tutto il Nordamerica, dall'arcipelago artico canadese alla Costa Rica. Nel vecchio mondo, vive in tutta l'Africa tranne che in Madagascar, e in tutta l'Eurasia tranne nell'Indocina orientale. In Italia esistono solo due specie: C. lupus (il lupo grigio) e C. aureus (lo sciacallo dorato). Il primo è presente sulla penisola da circa 340-320.000 anni mentre l'ultimo è un'aggiunta recente, che colonizza l'Italia nordorientale a partire dai primi anni ottanta.
I canidi di questo genere sono di significanza pratica per l'uomo come predatori di bestiame e, meno importante, come portatori di rabbia. Il loro valore come animali da pelliccia è relativamente bassa.

## Descrizione

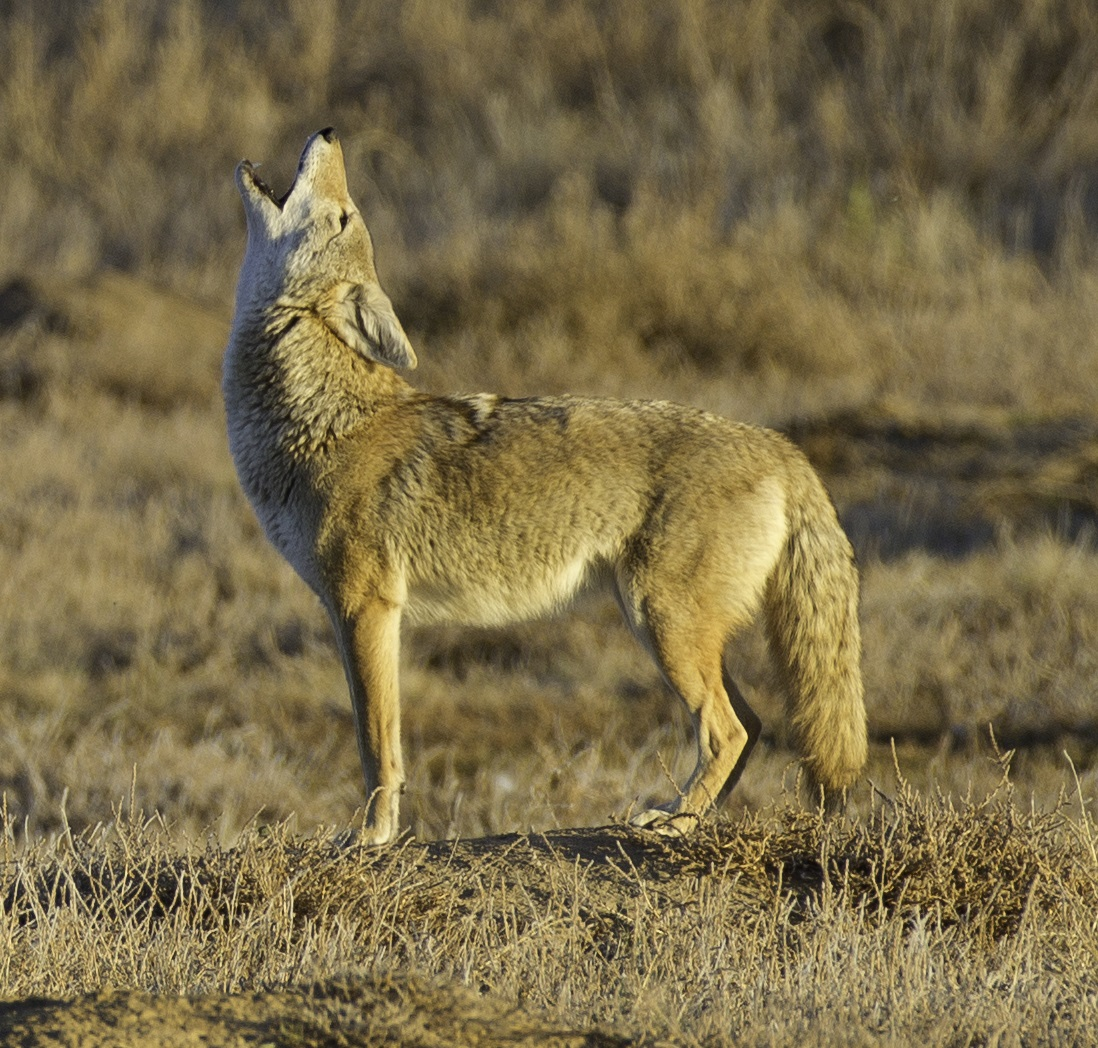
Un coyote (C. latrans) ululante

### Aspetto
Sono canidi di dimensioni relativamente grandi, superando i 59 cm di lunghezza corporea e possedendo una coda che non supera la metà della lunghezza del corpo. Il cranio di tutte le specie è robusto e fornito di seni frontali grandi. La fronte è più o meno elevata e gonfia. Con l'eccezione di C. simensis, il muso è più corto di quello delle volpi e delle licalopecie. I denti canini sono robusti e i carnassiali relativamente grandi. Le specie più grandi, l'odierno C. lupus e l'estinto C. dirus, dispongono di una dentatura adatta al frantumare le ossa. La formula dentaria è:
| 3.1.4.2 |
| 3.1.4.3 |

La schiena e i fianchi sono spesso coperti di chiazze di nero più o meno ben definite. Esemplari melanici sono stati segnalati in C. lupus, C. latrans, C. lupaster, e C. aureus.

### Comportamento
Il principale vocalizzo di contatto è l'ululato, che si teorizza si sia evoluto dai tipici latrati canini attraverso la fusione di strofe latranti ritmiche. L'ululato viene infatti spesso preceduto da una serie di latrati acuti, e ha un effetto contagioso sui membri del branco, che si uniscono in cori, chiaramente importanti per il mantenimento di legami sociali. Contrariamente agli altri canidi, che esprimono l'aggressività con lo spalancamento delle fauci, i membri del genere Canis alzano il labbro superiore, mostrando così i denti canini. Questa espressione facciale viene spesso accompagnato dai ringhi.

### Ecologia

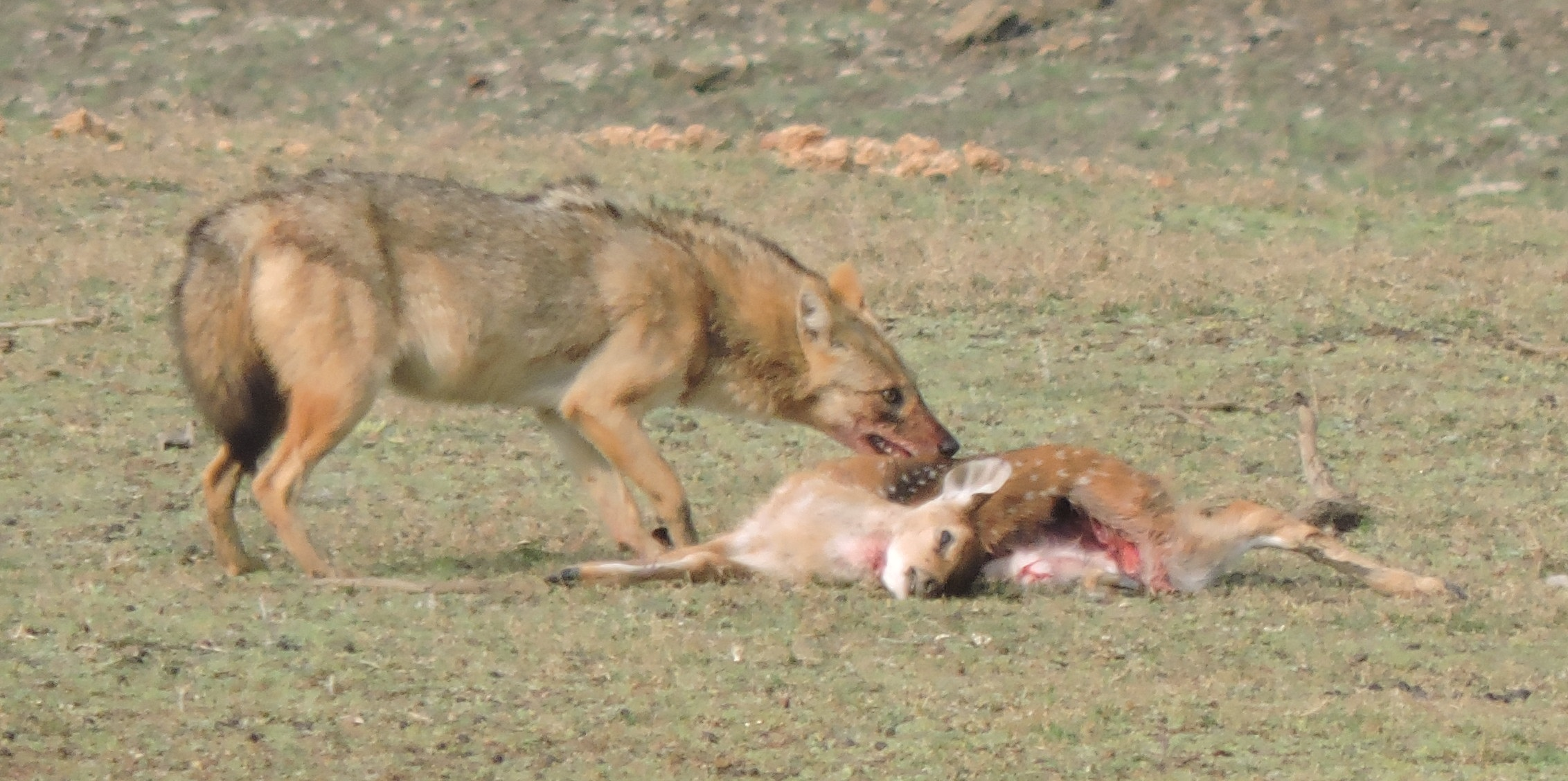
Sciacallo dorato (C. aureus) si nutre d'una carcassa di cervo pomellato

Con l'eccezione di C. simensis, che è un predatore specializzato di roditori afroalpini, la maggior parte del genere consiste di specie con diete onnivore che includono invertebrati, anfibi, lucertole, serpenti, uccelli e piccoli mammiferi come i roditori, i lagomorfi e i giovani ungulati. C. lupus, il più grande del genere, si specializza generalmente nella caccia ad individui vulnerabili di grossi ungulati come le renne, gli alci e i bisonti, mentre l'estinto C. dirus cacciava i cammelli, i cavalli, i bradipi terrestri e i mammut. Gli esemplari adulti tendono a non avere predatori abituali o concorrenti seri tranne specie dello stesso genere più grandi e i felidi di taglia grossa. Il genere è molto flessibile nelle sue preferenze ambientali, tranne C. simensis, che è limitato alle zone montane dell'Etiopia. La maggior parte dei Canis selvatici hanno areali vasti, evitando soltanto le foreste pluviali più fitte. C. lupus in particolare ha l'areale naturale più esteso di qualsiasi altro mammifero carnivoro, dato la sua propensione alla dispersione dal territorio di nascita.

## Tassonomia
Le relazioni filogenetiche tra le diverse specie di Caninae furono esplorate in uno studio svolto nel 2005 in base alle sequenze nucleari estratte dai nuclei cellulari. Il risultante albero filogenetico dimostrò che il cane e il lupo grigio sono taxa sorelle, con il caberù rappresentando la specie più basale. Fu inoltre scoperto che il genere è parafiletico, poiché gli sciacalli africani (C. adustus e C. mesomelas) risultarono più basali del licaone e del cuon, ambedue tradizionalmente considerati al di fuori del genere Canis. Certi studiosi, di conseguenza, hanno proposto di assegnare i due sciacalli africani a generi diversi: Schaeffia per C. adustus e Lupulella per C. mesomelas o Lupulella per ambedue.
Tramite delle analisi sul genoma mitocondriale e nucleare di vari canidi lupini africani nel 2015, fu dimostrato che i canidi tradizionalmente considerati conspecifici con lo sciacallo dorato eurasiatico sono invece una specie a sé stante filogeneticamente più derivata, battezzata successivamente C. lupaster, ovvero lupi africani. Studi complementari a quest'ultimo mostrarono che il lupo indiano e himalayano, tradizionalmente considerati sottospecie di lupo grigio, sono invece più imparentati al lupo africano che al lupo grigio, con il lupo himalayano avente il lupo africano come antenato materno e un antenato paterno intermedio tra il lupo africano e il lupo grigio.

### Ibridazione

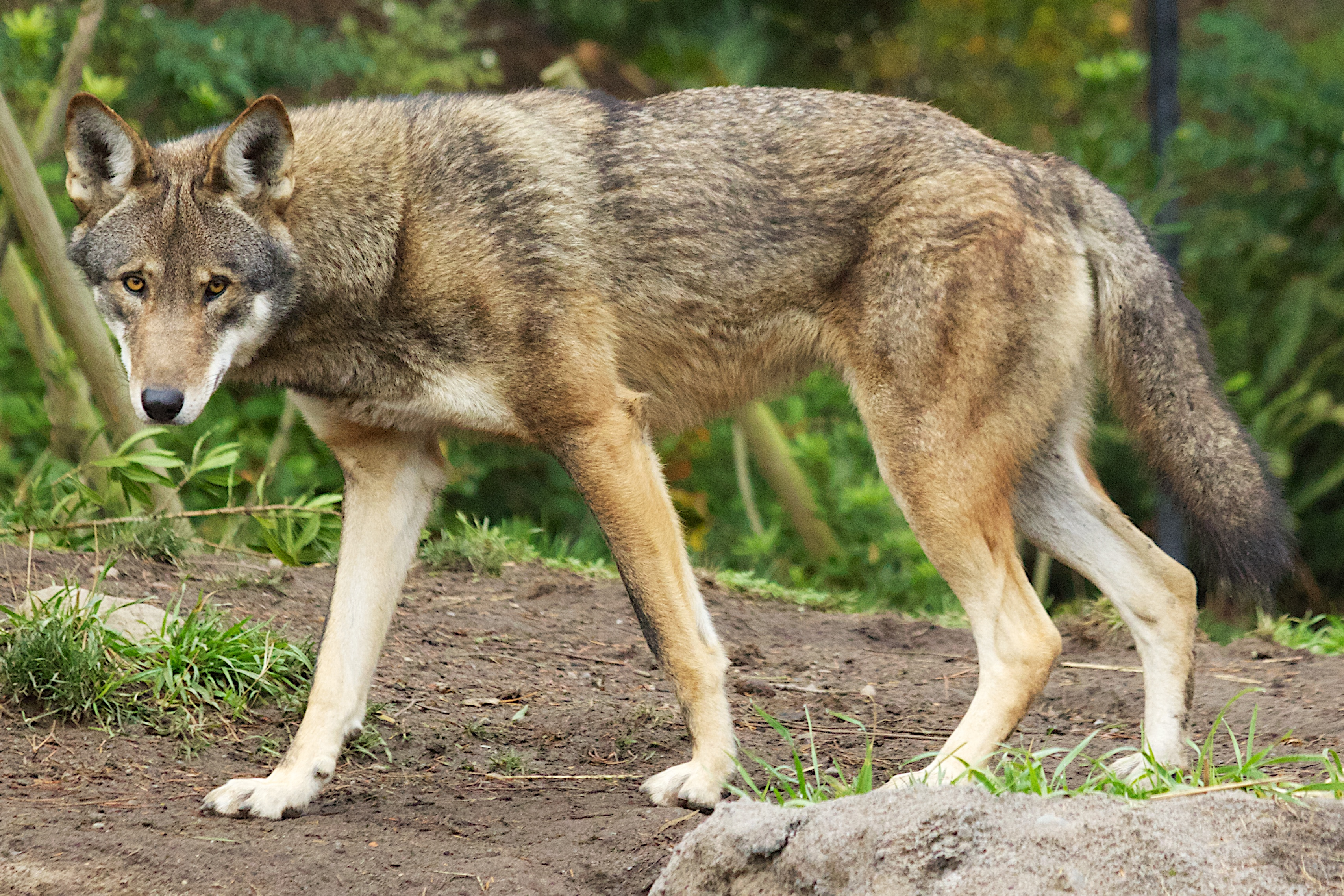
Il lupo rosso, frutto d'un antico incrocio tra il lupo grigio e il coyote

Tutti i membri del genere possono incrociarsi e produrre prole fertili. Nel caso dei lupi e dei coyote, l'ibridazione è facilitata dalla loro diversificazione relativamente recente, avvenuta 6.000-117.000 anni fa. Il lupo rosso e orientale, ambedue variamente considerati in passato come sottospecie di lupo grigio o specie separate, sono frutti di incroci passati tra lupi e coyote, con 60% del DNA del primo risalente al coyote e 40% al lupo grigio.
Il sequenziamento dell'intero genoma dei Canis dimostrò che c'è parecchio flusso genico tra il caberù e il lupo africano nell'areale nordoccidentale di quest'ultimo. Fu inoltre scoperto che il lupo africano ebbe origine da un canino con 72% del suo DNA risalente al lupo grigio e 28% al caberù. Fu scoperto che ci sia flusso genico tra i lupi grigi, i lupi africani e gli sciacalli dorati nella penisola del Sinai.
Ci sono inoltre prove di ibridazione tra il lupo grigio e lo sciacallo dorato, con 15% del genoma dei lupi in Israele risalente agli sciacalli. I lupi grigi mediorientali contengono infatti il tasso più alto di DNA di sciacallo, che compare in livelli meno elevati nei lupi europei, asiatici e nordamericani. Nel caso dei lupi nordamericani, che sono separati dagli sciacalli dorati geograficamente, l'ibridazione probabilmente avvenne prima della diversificazione dei lupi eurasiatici e nordamericani.

## Storia evolutiva

### Origini
Il genere ebbe origine in Nordamerica durante il Miocene superiore, circa 6 milioni di anni fa, quando le temperature globali cominciarono ad abbassarsi e le vaste foreste e savane vennero gradualmente rimpiazzate con pianure e tundra. Canis probabilmente deriva da una popolazione di Eucyon, canidi di taglia piccola simili a volpi, che si diversificarono rapidamente dopo l'estinzione dei borofagini, grossi canidi simili alle iene. La scomparsa dei borofagini aprì una nicchia ecologica che favoriva lo sviluppo di una nuova forma di canide intelligente di taglia media adatta alla corsa. I primi membri di Canis si distinguevano dai loro antenati per le dimensioni leggermente superiori e gli adattamenti progressivi verso una vita dedicata alla corsa. I fossili più antichi del genere sono stati rinvenuti negli Stati Uniti sudoccidentali e nelle parti confinanti del Messico. Canis lepophagus apparve nel Pliocene nelle stesse zone un milione di anni più tardi.

### Ilwolf eventeurasiatico

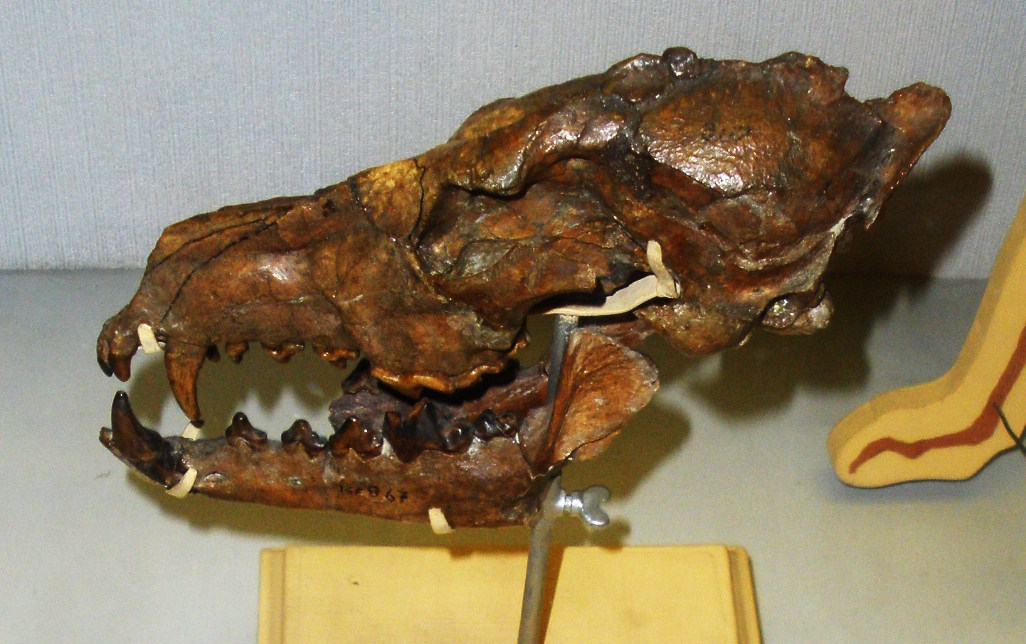
Cranio di C. arnensis, Museo di storia naturale sezione di geologia e paleontologia, Firenze

Durante il Miocene superiore, dei membri del genere ancora simili al Eucyon ancestrale attraversarono il ponte di Bering e si moltiplicarono in numerose specie diverse in Asia durante il Pliocene inferiore, raggiungendo poco dopo l'Europa. Con la formazione della steppa dei mammut e la progressiva glaciazione del continente durante il Pliocene medio, fecero la loro prima apparenza Canis di dimensioni grandi simili ai lupi odierni, un evento popolarmente nominato il "wolf event". Ciò fu seguito dall'estinzione totale dei canidi simili a Eucyon in Eurasia presso la fine del Pliocene. Il genere colonizzò successivamente l'Europa, diversificandosi in Canis arnensis, Canis etruscus e Canis falconeri. C. etruscus fu il primo del suo genere ad espandersi in Europa, arrivando 2,2 milioni di anni fa, mentre C. arnensis seguì 1,9 milioni di anni fa. Quest'ultimo è probabilmente l'antenato diretto dell'odierno sciacallo dorato.
I lupi propriamente detti apparvero successivamente durante il Pleistocene medio, a circa 500.000-300.000 anni fa. Il sequenziamento dell'intero genoma dei canidi lupini dimostrò che la stirpe che condusse al lupo e al coyote ebbe origine da un'antica ibridazione tra un membro del genere Canis e una popolazione fantasma di canini imparentati con il cuon. I lupi furono inizialmente concorrenti con le iene macchiate per il ruolo di predatore alfa nell'Eurasia, evitando le prede grandi predilette dalle iene a favore di ungulati più piccoli come i camosci e i cervi. Presero il sopravvento durante i cambiamenti climatici dell'Ultimo massimo glaciale, che risultò nell'estinzione delle iene, apparentemente svantaggiati in ambienti caratterizzati da frequenti innevamenti.
In Italia, i reperti fossili di lupo più antichi provengono da un sito di La Polledrara di Cecanibbio, a 20 km nord-ovest da Roma, e risalgono dai 340-320.000 di anni fa.

### Ritorno nel Nordamerica
C. lupus colonizzò il Nordamerica durante il tardo Rancholabreano attraverso il ponte di Bering in almeno tre migrazioni separate, ognuna delle quali rappresentata da diverse clade di lupi grigi eurasiatici. Tra i primi a migrare vi fu un ecomorfo ipercarnivoro di struttura robusta che non si espanse oltre l'inlandsis del Wisconsin, probabilmente per la presenza nel sud di Aenocyon dirus. Questo ecomorfo si estinse durante il Quaternario senza lasciare discendenti. La prima stirpe di lupi a insediarsi in modo permanente nel Nordamerica fu quella degli antenati di C. l. baileyi, in seguito spinti verso sud da C. l. nubilus. C. l. nubilus fu a sua volta spinto verso est e verso sud dal più grosso C. l. occidentalis, processo che continua ancora oggi. C. latrans, i cui antenati non attraversarono mai il ponte di Bering, fu costretto attraverso la concorrenza ecologica con i lupi nuovi arrivati ad evolversi in la forma gracile odierna.

### Arrivo in Africa

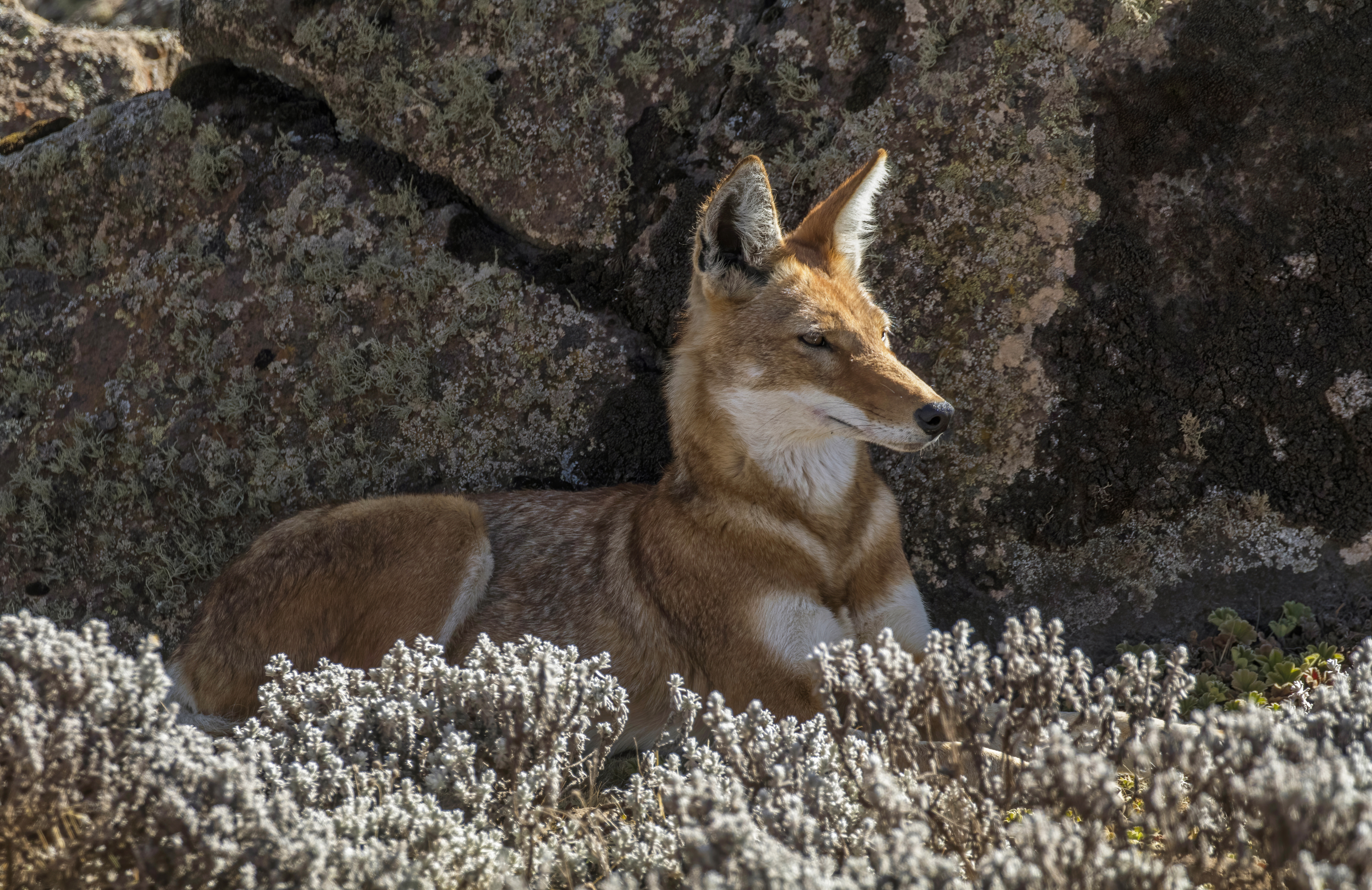
Il caberù (C. simensis), indigeno del corno d'Africa, è un cacciatore specializzato di roditori afroalpini e il membro del genere più a rischio d'estinzione

Il Canis fossile più antico in Africa è Canis sp. A da South Turkwel in Kenya, datato a 3,58-3,2 milioni di anni fa. Nel 2015, uno studio sulle sequenze mitocondriali e nucleari dei canidi africani ed eurasiatici rivelò che gli odierni canidi lupini hanno colonizzato l'Africa dall'Eurasia almeno cinque volte durante il Pliocene-Pleistocene, così confermando i reperti fossili che dimostrano che la maggior parte della diversità canina in Africa fu il risultato dell'immigrazione da parte di antenati eurasiatici, probabilmente coincidendo con le oscillazioni climatiche del Pliocene-Pleistocene tra condizioni aride ed umide. Gli antenati dell'odierno C. simensis colonizzarono le montagne del corno d'Africa e si svilupparono in predatori specializzati di roditori, dato la loro abbondanza negli ambienti afroalpini. Questo adattamento si è riflettuto nella morfologia del cranio, allungato con denti ampiamente spaziati. Fu durante questo periodo che la specie raggiunse il suo picco, in un areale abbastanza connesso. Questo scenario mutò circa 15.000 anni fa con l'arrivo dell'attuale periodo interglaciale, che fu la causa della frammentazione dell'areale della specie, isolando le popolazioni.
|  | Canis latrans (coyote o lupo della prateria)                                               |
|  |                                                                                            |
|  | \| \| Canis rufus (lupo rosso) \| \| \| \| \| \| Canis lycaon (lupo orientale) \| \| \| \| |
|  |                                                                                            |
|  | Canis rufus (lupo rosso)                                                                   |
|  |                                                                                            |
|  | Canis lycaon (lupo orientale)                                                              |
|  |                                                                                            |

|  | Canis rufus (lupo rosso)      |
|  |                               |
|  | Canis lycaon (lupo orientale) |
|  |                               |

|  | Canis lupus (lupo grigio) |
|  |                           |
|  | Canis familiaris (cane)   |
|  |                           |

|  | Canis latrans (coyote o lupo della prateria)                                               |
|  |                                                                                            |
|  | \| \| Canis rufus (lupo rosso) \| \| \| \| \| \| Canis lycaon (lupo orientale) \| \| \| \| |
|  |                                                                                            |
|  | Canis rufus (lupo rosso)                                                                   |
|  |                                                                                            |
|  | Canis lycaon (lupo orientale)                                                              |
|  |                                                                                            |

|  | Canis rufus (lupo rosso)      |
|  |                               |
|  | Canis lycaon (lupo orientale) |
|  |                               |

|  | Canis lupus (lupo grigio) |
|  |                           |
|  | Canis familiaris (cane)   |
|  |                           |

|  | Canis latrans (coyote o lupo della prateria)                                               |
|  |                                                                                            |
|  | \| \| Canis rufus (lupo rosso) \| \| \| \| \| \| Canis lycaon (lupo orientale) \| \| \| \| |
|  |                                                                                            |
|  | Canis rufus (lupo rosso)                                                                   |
|  |                                                                                            |
|  | Canis lycaon (lupo orientale)                                                              |
|  |                                                                                            |

|  | Canis rufus (lupo rosso)      |
|  |                               |
|  | Canis lycaon (lupo orientale) |
|  |                               |

|  | Canis lupus (lupo grigio) |
|  |                           |
|  | Canis familiaris (cane)   |
|  |                           |

|  | Canis latrans (coyote o lupo della prateria)                                               |
|  |                                                                                            |
|  | \| \| Canis rufus (lupo rosso) \| \| \| \| \| \| Canis lycaon (lupo orientale) \| \| \| \| |
|  |                                                                                            |
|  | Canis rufus (lupo rosso)                                                                   |
|  |                                                                                            |
|  | Canis lycaon (lupo orientale)                                                              |
|  |                                                                                            |

|  | Canis rufus (lupo rosso)      |
|  |                               |
|  | Canis lycaon (lupo orientale) |
|  |                               |

|  | Canis lupus (lupo grigio) |
|  |                           |
|  | Canis familiaris (cane)   |
|  |                           |

|  | Canis latrans (coyote o lupo della prateria)                                               |
|  |                                                                                            |
|  | \| \| Canis rufus (lupo rosso) \| \| \| \| \| \| Canis lycaon (lupo orientale) \| \| \| \| |
|  |                                                                                            |
|  | Canis rufus (lupo rosso)                                                                   |
|  |                                                                                            |
|  | Canis lycaon (lupo orientale)                                                              |
|  |                                                                                            |

|  | Canis rufus (lupo rosso)      |
|  |                               |
|  | Canis lycaon (lupo orientale) |
|  |                               |

|  | Canis lupus (lupo grigio) |
|  |                           |
|  | Canis familiaris (cane)   |
|  |                           |

|  | Canis latrans (coyote o lupo della prateria)                                               |
|  |                                                                                            |
|  | \| \| Canis rufus (lupo rosso) \| \| \| \| \| \| Canis lycaon (lupo orientale) \| \| \| \| |
|  |                                                                                            |
|  | Canis rufus (lupo rosso)                                                                   |
|  |                                                                                            |
|  | Canis lycaon (lupo orientale)                                                              |
|  |                                                                                            |

|  | Canis rufus (lupo rosso)      |
|  |                               |
|  | Canis lycaon (lupo orientale) |
|  |                               |

|  | Canis lupus (lupo grigio) |
|  |                           |
|  | Canis familiaris (cane)   |
|  |                           |

|  | Canis latrans (coyote o lupo della prateria)                                               |
|  |                                                                                            |
|  | \| \| Canis rufus (lupo rosso) \| \| \| \| \| \| Canis lycaon (lupo orientale) \| \| \| \| |
|  |                                                                                            |
|  | Canis rufus (lupo rosso)                                                                   |
|  |                                                                                            |
|  | Canis lycaon (lupo orientale)                                                              |
|  |                                                                                            |

|  | Canis rufus (lupo rosso)      |
|  |                               |
|  | Canis lycaon (lupo orientale) |
|  |                               |

|  | Canis lupus (lupo grigio) |
|  |                           |
|  | Canis familiaris (cane)   |
|  |                           |

|  | Canis latrans (coyote o lupo della prateria)                                               |
|  |                                                                                            |
|  | \| \| Canis rufus (lupo rosso) \| \| \| \| \| \| Canis lycaon (lupo orientale) \| \| \| \| |
|  |                                                                                            |
|  | Canis rufus (lupo rosso)                                                                   |
|  |                                                                                            |
|  | Canis lycaon (lupo orientale)                                                              |
|  |                                                                                            |

|  | Canis rufus (lupo rosso)      |
|  |                               |
|  | Canis lycaon (lupo orientale) |
|  |                               |

|  | Canis lupus (lupo grigio) |
|  |                           |
|  | Canis familiaris (cane)   |
|  |                           |

|  | Canis latrans (coyote o lupo della prateria)                                               |
|  |                                                                                            |
|  | \| \| Canis rufus (lupo rosso) \| \| \| \| \| \| Canis lycaon (lupo orientale) \| \| \| \| |
|  |                                                                                            |
|  | Canis rufus (lupo rosso)                                                                   |
|  |                                                                                            |
|  | Canis lycaon (lupo orientale)                                                              |
|  |                                                                                            |

|  | Canis rufus (lupo rosso)      |
|  |                               |
|  | Canis lycaon (lupo orientale) |
|  |                               |

|  | Canis lupus (lupo grigio) |
|  |                           |
|  | Canis familiaris (cane)   |
|  |                           |

|  | Canis latrans (coyote o lupo della prateria)                                               |
|  |                                                                                            |
|  | \| \| Canis rufus (lupo rosso) \| \| \| \| \| \| Canis lycaon (lupo orientale) \| \| \| \| |
|  |                                                                                            |
|  | Canis rufus (lupo rosso)                                                                   |
|  |                                                                                            |
|  | Canis lycaon (lupo orientale)                                                              |
|  |                                                                                            |

|  | Canis rufus (lupo rosso)      |
|  |                               |
|  | Canis lycaon (lupo orientale) |
|  |                               |

|  | Canis lupus (lupo grigio) |
|  |                           |
|  | Canis familiaris (cane)   |
|  |                           |

|  | Canis latrans (coyote o lupo della prateria)                                               |
|  |                                                                                            |
|  | \| \| Canis rufus (lupo rosso) \| \| \| \| \| \| Canis lycaon (lupo orientale) \| \| \| \| |
|  |                                                                                            |
|  | Canis rufus (lupo rosso)                                                                   |
|  |                                                                                            |
|  | Canis lycaon (lupo orientale)                                                              |
|  |                                                                                            |

|  | Canis rufus (lupo rosso)      |
|  |                               |
|  | Canis lycaon (lupo orientale) |
|  |                               |

|  | Canis lupus (lupo grigio) |
|  |                           |
|  | Canis familiaris (cane)   |
|  |                           |

|  | Canis latrans (coyote o lupo della prateria)                                               |
|  |                                                                                            |
|  | \| \| Canis rufus (lupo rosso) \| \| \| \| \| \| Canis lycaon (lupo orientale) \| \| \| \| |
|  |                                                                                            |
|  | Canis rufus (lupo rosso)                                                                   |
|  |                                                                                            |
|  | Canis lycaon (lupo orientale)                                                              |
|  |                                                                                            |

|  | Canis rufus (lupo rosso)      |
|  |                               |
|  | Canis lycaon (lupo orientale) |
|  |                               |

|  | Canis lupus (lupo grigio) |
|  |                           |
|  | Canis familiaris (cane)   |
|  |                           |

|  | Canis latrans (coyote o lupo della prateria)                                               |
|  |                                                                                            |
|  | \| \| Canis rufus (lupo rosso) \| \| \| \| \| \| Canis lycaon (lupo orientale) \| \| \| \| |
|  |                                                                                            |
|  | Canis rufus (lupo rosso)                                                                   |
|  |                                                                                            |
|  | Canis lycaon (lupo orientale)                                                              |
|  |                                                                                            |

|  | Canis rufus (lupo rosso)      |
|  |                               |
|  | Canis lycaon (lupo orientale) |
|  |                               |

|  | Canis lupus (lupo grigio) |
|  |                           |
|  | Canis familiaris (cane)   |
|  |                           |

|  | Canis latrans (coyote o lupo della prateria)                                               |
|  |                                                                                            |
|  | \| \| Canis rufus (lupo rosso) \| \| \| \| \| \| Canis lycaon (lupo orientale) \| \| \| \| |
|  |                                                                                            |
|  | Canis rufus (lupo rosso)                                                                   |
|  |                                                                                            |
|  | Canis lycaon (lupo orientale)                                                              |
|  |                                                                                            |

|  | Canis rufus (lupo rosso)      |
|  |                               |
|  | Canis lycaon (lupo orientale) |
|  |                               |

|  | Canis lupus (lupo grigio) |
|  |                           |
|  | Canis familiaris (cane)   |
|  |                           |

|  | Canis latrans (coyote o lupo della prateria)                                               |
|  |                                                                                            |
|  | \| \| Canis rufus (lupo rosso) \| \| \| \| \| \| Canis lycaon (lupo orientale) \| \| \| \| |
|  |                                                                                            |
|  | Canis rufus (lupo rosso)                                                                   |
|  |                                                                                            |
|  | Canis lycaon (lupo orientale)                                                              |
|  |                                                                                            |

|  | Canis rufus (lupo rosso)      |
|  |                               |
|  | Canis lycaon (lupo orientale) |
|  |                               |

|  | Canis lupus (lupo grigio) |
|  |                           |
|  | Canis familiaris (cane)   |
|  |                           |

|  | Canis latrans (coyote o lupo della prateria)                                               |
|  |                                                                                            |
|  | \| \| Canis rufus (lupo rosso) \| \| \| \| \| \| Canis lycaon (lupo orientale) \| \| \| \| |
|  |                                                                                            |
|  | Canis rufus (lupo rosso)                                                                   |
|  |                                                                                            |
|  | Canis lycaon (lupo orientale)                                                              |
|  |                                                                                            |

|  | Canis rufus (lupo rosso)      |
|  |                               |
|  | Canis lycaon (lupo orientale) |
|  |                               |

|  | Canis lupus (lupo grigio) |
|  |                           |
|  | Canis familiaris (cane)   |
|  |                           |

|  | Canis latrans (coyote o lupo della prateria)                                               |
|  |                                                                                            |
|  | \| \| Canis rufus (lupo rosso) \| \| \| \| \| \| Canis lycaon (lupo orientale) \| \| \| \| |
|  |                                                                                            |
|  | Canis rufus (lupo rosso)                                                                   |
|  |                                                                                            |
|  | Canis lycaon (lupo orientale)                                                              |
|  |                                                                                            |

|  | Canis rufus (lupo rosso)      |
|  |                               |
|  | Canis lycaon (lupo orientale) |
|  |                               |

|  | Canis lupus (lupo grigio) |
|  |                           |
|  | Canis familiaris (cane)   |
|  |                           |

|  | Canis latrans (coyote o lupo della prateria)                                               |
|  |                                                                                            |
|  | \| \| Canis rufus (lupo rosso) \| \| \| \| \| \| Canis lycaon (lupo orientale) \| \| \| \| |
|  |                                                                                            |
|  | Canis rufus (lupo rosso)                                                                   |
|  |                                                                                            |
|  | Canis lycaon (lupo orientale)                                                              |
|  |                                                                                            |

|  | Canis rufus (lupo rosso)      |
|  |                               |
|  | Canis lycaon (lupo orientale) |
|  |                               |

|  | Canis lupus (lupo grigio) |
|  |                           |
|  | Canis familiaris (cane)   |
|  |                           |

|  | Canis latrans (coyote o lupo della prateria)                                               |
|  |                                                                                            |
|  | \| \| Canis rufus (lupo rosso) \| \| \| \| \| \| Canis lycaon (lupo orientale) \| \| \| \| |
|  |                                                                                            |
|  | Canis rufus (lupo rosso)                                                                   |
|  |                                                                                            |
|  | Canis lycaon (lupo orientale)                                                              |
|  |                                                                                            |

|  | Canis rufus (lupo rosso)      |
|  |                               |
|  | Canis lycaon (lupo orientale) |
|  |                               |

|  | Canis lupus (lupo grigio) |
|  |                           |
|  | Canis familiaris (cane)   |
|  |                           |

|  | Canis latrans (coyote o lupo della prateria)                                               |
|  |                                                                                            |
|  | \| \| Canis rufus (lupo rosso) \| \| \| \| \| \| Canis lycaon (lupo orientale) \| \| \| \| |
|  |                                                                                            |
|  | Canis rufus (lupo rosso)                                                                   |
|  |                                                                                            |
|  | Canis lycaon (lupo orientale)                                                              |
|  |                                                                                            |

|  | Canis rufus (lupo rosso)      |
|  |                               |
|  | Canis lycaon (lupo orientale) |
|  |                               |

|  | Canis lupus (lupo grigio) |
|  |                           |
|  | Canis familiaris (cane)   |
|  |                           |

|  | Canis latrans (coyote o lupo della prateria)                                               |
|  |                                                                                            |
|  | \| \| Canis rufus (lupo rosso) \| \| \| \| \| \| Canis lycaon (lupo orientale) \| \| \| \| |
|  |                                                                                            |
|  | Canis rufus (lupo rosso)                                                                   |
|  |                                                                                            |
|  | Canis lycaon (lupo orientale)                                                              |
|  |                                                                                            |

|  | Canis rufus (lupo rosso)      |
|  |                               |
|  | Canis lycaon (lupo orientale) |
|  |                               |

|  | Canis lupus (lupo grigio) |
|  |                           |
|  | Canis familiaris (cane)   |
|  |                           |

|  | Canis latrans (coyote o lupo della prateria)                                               |
|  |                                                                                            |
|  | \| \| Canis rufus (lupo rosso) \| \| \| \| \| \| Canis lycaon (lupo orientale) \| \| \| \| |
|  |                                                                                            |
|  | Canis rufus (lupo rosso)                                                                   |
|  |                                                                                            |
|  | Canis lycaon (lupo orientale)                                                              |
|  |                                                                                            |

|  | Canis rufus (lupo rosso)      |
|  |                               |
|  | Canis lycaon (lupo orientale) |
|  |                               |

|  | Canis lupus (lupo grigio) |
|  |                           |
|  | Canis familiaris (cane)   |
|  |                           |

|  | Canis latrans (coyote o lupo della prateria)                                               |
|  |                                                                                            |
|  | \| \| Canis rufus (lupo rosso) \| \| \| \| \| \| Canis lycaon (lupo orientale) \| \| \| \| |
|  |                                                                                            |
|  | Canis rufus (lupo rosso)                                                                   |
|  |                                                                                            |
|  | Canis lycaon (lupo orientale)                                                              |
|  |                                                                                            |

|  | Canis rufus (lupo rosso)      |
|  |                               |
|  | Canis lycaon (lupo orientale) |
|  |                               |

|  | Canis lupus (lupo grigio) |
|  |                           |
|  | Canis familiaris (cane)   |
|  |                           |

|  | Canis latrans (coyote o lupo della prateria)                                               |
|  |                                                                                            |
|  | \| \| Canis rufus (lupo rosso) \| \| \| \| \| \| Canis lycaon (lupo orientale) \| \| \| \| |
|  |                                                                                            |
|  | Canis rufus (lupo rosso)                                                                   |
|  |                                                                                            |
|  | Canis lycaon (lupo orientale)                                                              |
|  |                                                                                            |

|  | Canis rufus (lupo rosso)      |
|  |                               |
|  | Canis lycaon (lupo orientale) |
|  |                               |

|  | Canis lupus (lupo grigio) |
|  |                           |
|  | Canis familiaris (cane)   |
|  |                           |

|  | Canis latrans (coyote o lupo della prateria)                                               |
|  |                                                                                            |
|  | \| \| Canis rufus (lupo rosso) \| \| \| \| \| \| Canis lycaon (lupo orientale) \| \| \| \| |
|  |                                                                                            |
|  | Canis rufus (lupo rosso)                                                                   |
|  |                                                                                            |
|  | Canis lycaon (lupo orientale)                                                              |
|  |                                                                                            |

|  | Canis rufus (lupo rosso)      |
|  |                               |
|  | Canis lycaon (lupo orientale) |
|  |                               |

|  | Canis lupus (lupo grigio) |
|  |                           |
|  | Canis familiaris (cane)   |
|  |                           |

|  | Canis latrans (coyote o lupo della prateria)                                               |
|  |                                                                                            |
|  | \| \| Canis rufus (lupo rosso) \| \| \| \| \| \| Canis lycaon (lupo orientale) \| \| \| \| |
|  |                                                                                            |
|  | Canis rufus (lupo rosso)                                                                   |
|  |                                                                                            |
|  | Canis lycaon (lupo orientale)                                                              |
|  |                                                                                            |

|  | Canis rufus (lupo rosso)      |
|  |                               |
|  | Canis lycaon (lupo orientale) |
|  |                               |

|  | Canis lupus (lupo grigio) |
|  |                           |
|  | Canis familiaris (cane)   |
|  |                           |

|  | Canis latrans (coyote o lupo della prateria)                                               |
|  |                                                                                            |
|  | \| \| Canis rufus (lupo rosso) \| \| \| \| \| \| Canis lycaon (lupo orientale) \| \| \| \| |
|  |                                                                                            |
|  | Canis rufus (lupo rosso)                                                                   |
|  |                                                                                            |
|  | Canis lycaon (lupo orientale)                                                              |
|  |                                                                                            |

|  | Canis rufus (lupo rosso)      |
|  |                               |
|  | Canis lycaon (lupo orientale) |
|  |                               |

|  | Canis lupus (lupo grigio) |
|  |                           |
|  | Canis familiaris (cane)   |
|  |                           |

|  | Canis latrans (coyote o lupo della prateria)                                               |
|  |                                                                                            |
|  | \| \| Canis rufus (lupo rosso) \| \| \| \| \| \| Canis lycaon (lupo orientale) \| \| \| \| |
|  |                                                                                            |
|  | Canis rufus (lupo rosso)                                                                   |
|  |                                                                                            |
|  | Canis lycaon (lupo orientale)                                                              |
|  |                                                                                            |

|  | Canis rufus (lupo rosso)      |
|  |                               |
|  | Canis lycaon (lupo orientale) |
|  |                               |

|  | Canis lupus (lupo grigio) |
|  |                           |
|  | Canis familiaris (cane)   |
|  |                           |

|  | Canis latrans (coyote o lupo della prateria)                                               |
|  |                                                                                            |
|  | \| \| Canis rufus (lupo rosso) \| \| \| \| \| \| Canis lycaon (lupo orientale) \| \| \| \| |
|  |                                                                                            |
|  | Canis rufus (lupo rosso)                                                                   |
|  |                                                                                            |
|  | Canis lycaon (lupo orientale)                                                              |
|  |                                                                                            |

|  | Canis rufus (lupo rosso)      |
|  |                               |
|  | Canis lycaon (lupo orientale) |
|  |                               |

|  | Canis lupus (lupo grigio) |
|  |                           |
|  | Canis familiaris (cane)   |
|  |                           |

|  | Canis latrans (coyote o lupo della prateria)                                               |
|  |                                                                                            |
|  | \| \| Canis rufus (lupo rosso) \| \| \| \| \| \| Canis lycaon (lupo orientale) \| \| \| \| |
|  |                                                                                            |
|  | Canis rufus (lupo rosso)                                                                   |
|  |                                                                                            |
|  | Canis lycaon (lupo orientale)                                                              |
|  |                                                                                            |

|  | Canis rufus (lupo rosso)      |
|  |                               |
|  | Canis lycaon (lupo orientale) |
|  |                               |

|  | Canis lupus (lupo grigio) |
|  |                           |
|  | Canis familiaris (cane)   |
|  |                           |

|  | Canis latrans (coyote o lupo della prateria)                                               |
|  |                                                                                            |
|  | \| \| Canis rufus (lupo rosso) \| \| \| \| \| \| Canis lycaon (lupo orientale) \| \| \| \| |
|  |                                                                                            |
|  | Canis rufus (lupo rosso)                                                                   |
|  |                                                                                            |
|  | Canis lycaon (lupo orientale)                                                              |
|  |                                                                                            |

|  | Canis rufus (lupo rosso)      |
|  |                               |
|  | Canis lycaon (lupo orientale) |
|  |                               |

|  | Canis lupus (lupo grigio) |
|  |                           |
|  | Canis familiaris (cane)   |
|  |                           |

|  | Canis latrans (coyote o lupo della prateria)                                               |
|  |                                                                                            |
|  | \| \| Canis rufus (lupo rosso) \| \| \| \| \| \| Canis lycaon (lupo orientale) \| \| \| \| |
|  |                                                                                            |
|  | Canis rufus (lupo rosso)                                                                   |
|  |                                                                                            |
|  | Canis lycaon (lupo orientale)                                                              |
|  |                                                                                            |

|  | Canis rufus (lupo rosso)      |
|  |                               |
|  | Canis lycaon (lupo orientale) |
|  |                               |

|  | Canis lupus (lupo grigio) |
|  |                           |
|  | Canis familiaris (cane)   |
|  |                           |

## Specie odierne
| Specie         | Nomi comuni                                                     | Autorità        | Dimensioni                                                                   | Areale attuale                                                                   | Stato di conservazione  |
| -------------- | --------------------------------------------------------------- | --------------- | ---------------------------------------------------------------------------- | -------------------------------------------------------------------------------- | ----------------------- |
| Canis aureus   | •Sciacallo •Sciacallo dorato                                    | Linnaeus, 1758  | Corpo: 74–84 cm Coda: 20–24 cm Orecchie: 6,8–9 cm Peso: 6,5-9,8 kg           | Europa sud-orientale e centrale, Asia Minore, Medio Oriente e Asia sud-orientale | Specie a rischio minimo |
| Canis latrans  | •Coyote •Lupo della prateria                                    | Say, 1823       | Corpo: 82,4-88,8 cm Coda: 29,6-36,3 cm Peso: 10,1-15,8 kg                    | Nordamerica                                                                      | Specie a rischio minimo |
| Canis lupaster | •Cane lupo •Lupo africano •Sciacallo grigio •Sciacallo lupastro | F. Cuvier, 1820 | Coda: 20 cm Peso: 7–15 kg                                                    | Nordafrica, Corno d'Africa e Africa orientale                                    | Specie a rischio minimo |
| Canis lupus    | •Lupo •Lupo grigio                                              | Linnaeus, 1758  | Corpo: 127–164 cm Coda: 29–50 cm Orecchie: 9–11 cm Peso: 18–80 kg            | Eurasia e Nordamerica                                                            | Specie a rischio minimo |
| Canis simensis | •Caberù •Lupo etiope •Simenia •Red Fox                          | Rüppell, 1840   | Corpo: 84,1–101 cm Coda: 27-39,6 cm Orecchie: 9,5-11,9 cm Peso: 11,2-19,3 kg | Zone montane dell'Etiopia                                                        | Specie in pericolo      |

## Rapporti con l'uomo

### Aggressioni
Tra le specie odierne, solo il lupo grigio è stato segnalato, sebbene raramente, a cacciare ripetutamente gli umani: dalla metà del secolo fino al 2002, ci sono stati otto attacchi fatali nell'Europa e la Russia e più di 200 nell'Asia meridionale. Tra il 2005 e il 2010, due persone sono state uccise da lupi non-rabbiosi nel Nordamerica. Attacchi da parte di coyote sono aumentati con la rapida colonizzazione dei centri urbani da parte di questa specie: dati forniti dall'USDA, il California Department of Fish and Wildlife e altre fonti dimostrano che ci furono 367 attacchi contro gli umani, 165 di cui avvenuti in California, con una fatalità. Escludendo casi di rabbia, gli attacchi, sia da parte dei lupi che dei coyote, tendono a raggiungere il culmine durante le stagioni delle cucciolate, e le vittime sono per la maggior parte bambini.

## Nella cultura di massa
Sono personaggi consueti nella mitologia e folclore delle varie culture umane con cui condividono l'areale. I coyote e gli sciacalli vengono normalmente raffigurati come imbroglioni che si comportano come eroi picareschi che si ribellano alle convenzioni sociali con i loro stratagemmi e l'umorismo. Certe culture native americane e africane occidentali li raffigurano come i compagni delle divinità, se non divinità loro stessi. Il lupo grigio, a sua volta, fu stimato nelle mitologie baltiche, celtiche, slavoniche, turche, greche, latine e trace, sebbene ebbe un ruolo più ambivalente in quello dei germani e dei persiani.